# Donghai Airlines

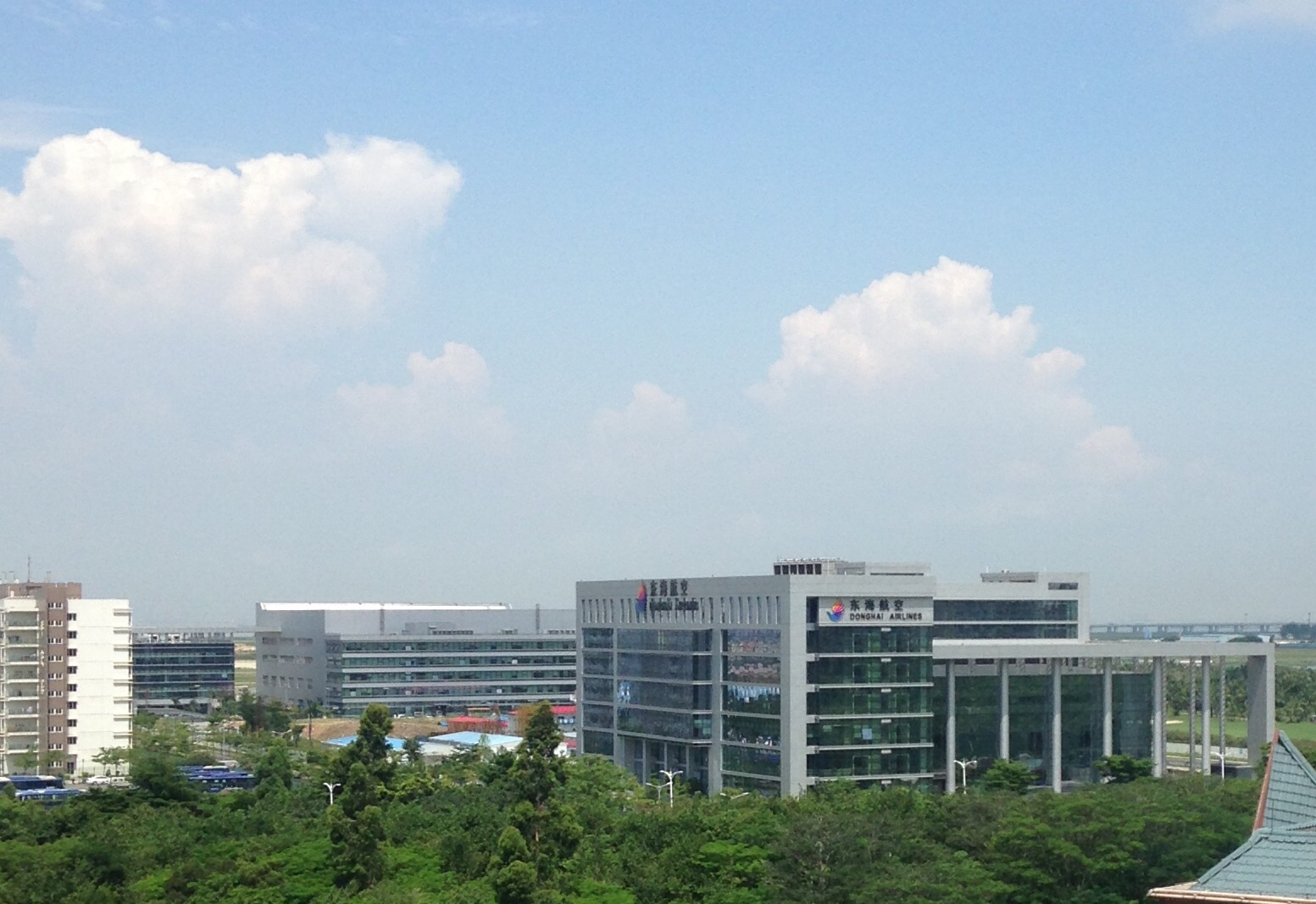
Штаб-квартира авіакомпанії Donghai Airlines в офісній будівлі Shenzhen Airlines

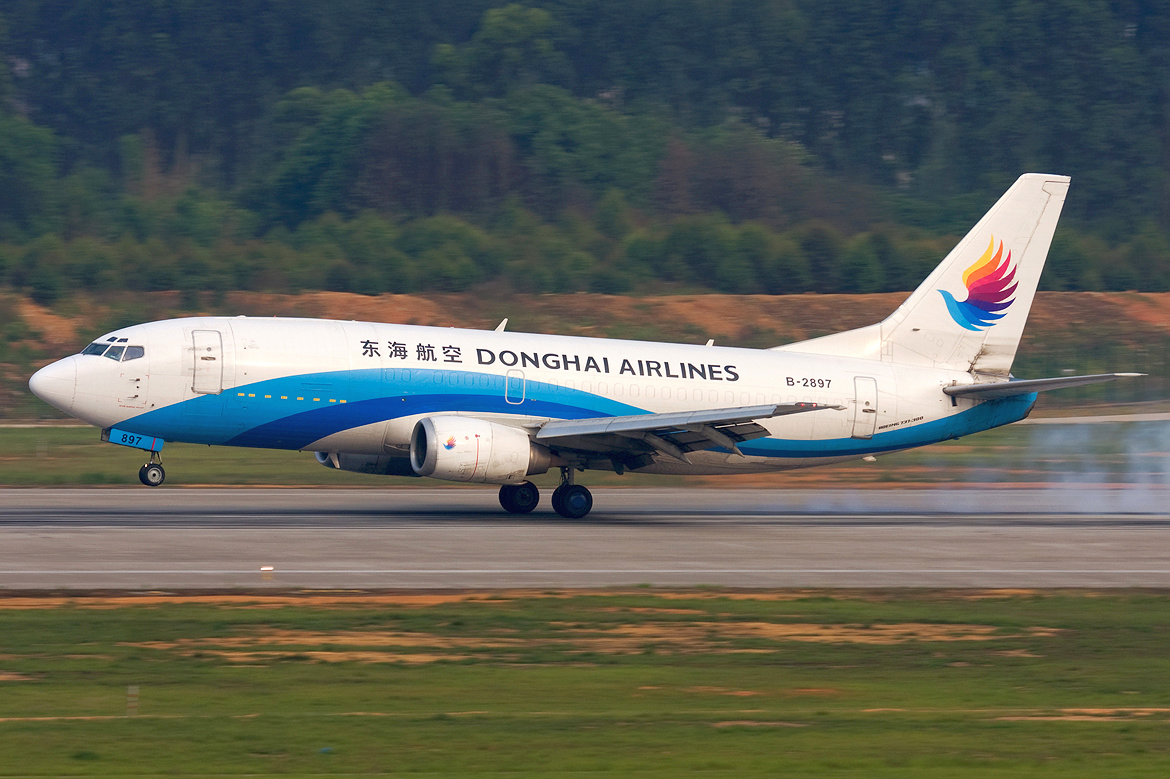
Вантажний Boeing 737-300F авіакомпанії Donghai Airlines в міжнародному аеропорту Ченду Шуанлю, 2011 рік

Donghai Airlines (кит.: 东海航空东海航空) — китайська авіакомпанія зі штаб-квартирою в місті Шеньчжень (провінція Гуаньдун, КНР), що працює в сфері регіональних пасажирських і вантажних перевезень.
Портом приписки перевізника і його головним транзитним вузлом (хабом) є міжнародний аеропорт Шеньчжень Баоань.

## Історія
Авіакомпанія Jetwin Cargo Airline була утворена в листопаді 2002 року. Першими власниками перевізника стали інвестиційні холдинги «Orient Holdings Group» (65 %) гонконзький «East Pacific Holdings» (35 %).
У 2006 року відбулася зміна власників у таких частках: «Shenzhen Donggang Trade» (51 %), «Donghai United Group» (25 %) і «Yonggang» (24 %), і змінилася офіційна назва на East Pacific Airlines. У листопаді 2006 року компанія отримала свої перші літаки — переобладнані з пасажирських у вантажні три лайнера Boeing 737 Classic.
У 2010 році авіакомпанія черговий раз змінила назву на чинну в даний час Donghai Airlines і замовила для свого дочірнього підрозділу «Donghai Jet Co. Ltd.» п'ять бізнес-джетів Bombardier CL-600.
У 2015 році Donghai Airlines оголосила про плани по істотному розширенню діяльності, включаючи вихід протягом 5-8 років на далекомагістральні міжнародні маршрути, і збільшення повітряного флоту до 120 літаків до 2025 року.

## Маршрутна мережа

### Пасажирські
| Країна                       | Провінція          | Місто     | Аеропорт                               | Примечания |
| Китайська Народна Республіка | Гуандун            | Шеньчжень | міжнародний аеропорт Шеньчжень Баоань  | хаб        |
| Китайська Народна Республіка | Чжецзян            | Нінбо     | міжнародний аеропорт Нінбо Ліше        |            |
| Китайська Народна Республіка | Ляонін             | Далянь    | міжнародний аеропорт Далянь Чжоушуйцзи |            |
| Китайська Народна Республіка | Хейлунцзян         | Харбін    | міжнародний аеропорт Харбін Тайпін     |            |
| Китайська Народна Республіка | Внутрішня Монголія | Хайлар    | аеропорт Хайлар Дуншань                |            |
| Китайська Народна Республіка | Цзянсу             | Нанкін    | міжнародний аеропорт Нанкін Лукоу      |            |
| Китайська Народна Республіка | Гірін              | Чанчунь   | міжнародний аеропорт Чанчунь Лунцзя    |            |
| Китайська Народна Республіка | Хайнань            | Хайкоу    | міжнародний аеропорт Хайкоу Мейлань    |            |
| Китайська Народна Республіка | Юньнань            | Куньмін   | міжнародний аеропорт Куньмін Чаншуй    |            |
| Китайська Народна Республіка | Ляонін             | Шеньян    | міжнародний аеропорт Шеньян Таосянь    |            |

## Флот
У листопаді 2015 року повітряний флот авіакомпанії Donghai Airlines становили такі літаки
| Тип літака                 | В експлуатації | Замовлено | Примітки |
| Boeing 737-300F            | 5              | вантажні  |          |
| Boeing 737 Next Generation | 8              | 19        |          |
| Всього                     | 13             | 19        |          |